# Kostel svatého Jana Křtitele (Svitávka)
Kostel svatého Jana Křtitele je římskokatolický chrám ve Svitávce v okrese Blansko. Jde o farní kostel římskokatolické farnosti Svitávka. Je chráněn jako kulturní památka České republiky.
První písemná zmínka o Svitávce pochází z listiny, která pochází (údajně) z roku 1169, kdy král Vladislav II. daroval Svitávku s farou klášteru hradištskému u Olomouce. Farní kostel je raně barokní stavba z roku 1703. Dnešní podobu získal po požáru roku 1793. V letech 2010-2012 byl objekt nově zrekonstruován.
Jde o jednolodní pozdně barokní sakrální stavbu se středověkým jádrem věže a pozdějšími úpravami. Spolu s hřbitovním areálem a křížem z konce 18. století tvoří důležitý umělecko-historický celek.
Na věži visí původní zvon z roku 1530, který je nejstarším v okolí Svitávky.